# Adagio y rondó para armónica de copas (Mozart)

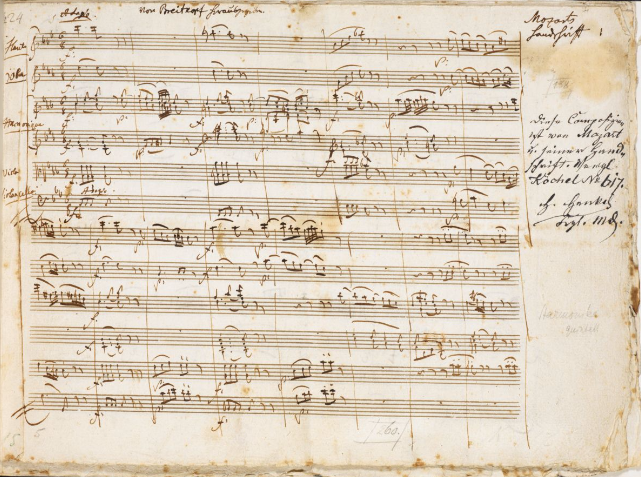
Primera página del manuscrito autógrafo.

El Adagio en do mayor y rondó en do menor, K. 617, es un pequeño quinteto para armónica de copas, flauta, oboe, viola y violonchelo, escrita por Wolfgang Amadeus Mozart en el año 1791. Se trata de la penúltima de una serie de cinco piezas para instrumentos fuera de lo común (armónica de copas y órgano mecánico), encargadas por distintos señores.

## Historia
Mozart escribió la pieza especialmente para la intérprete ciega de ese instrumento Marianne Kirchgessner (Kirchgäßner), y la consignó en su catálogo temático el 23 de mayo de 1791.
Kirchgessner interpretó la pieza en un concierto benéfico que primero fue anunciado para el 10 de junio, aunque tuvo que ser aplazado por algún motivo, al que siguió otro en el Kärtnerthortheater el 19 de agosto. Más tarde fue a Londres e interpretó lo que parece haber sido el quinteto de Mozart en un concierto de los de Haydn-Salomón, celebrado en Hanover Square el 17 de marzo de 1794, cuyo programa incluía un «Quintetto on the Harmonica, Mademoiselle Kirashgessner [sic] (being the first appearance in this ceuntry (sic)». The Morning Chronicle decía:

[La intérprete] tiene un gusto refinado, y las suaves notas del instrumento serían realmente deliciosas, si fueran más robustas y articuladas; pero eso no creemos que pueda hacerla ni la más perfecta ejecución. En una sala más pequeña, y con un público menos numeroso, el efecto ha de ser encantador. A pesar de que los acompañamientos estaban muy rebajados, todavía resultaban en ocasiones demasiado fuertes.

## Estructura
La obra consta de los siguientes movimientos encadenados:
- Adagio, en 6/8 y en Do menor; son los compases del 1 al 58.
- Rondó: Allegretto, alla breve y en Do mayor; son los compases del 59 al 288.

La interpretación dura unos 15 minutos.